# آبيس
كان أبيس أو آبِيس في الأساطير المصرية القديمة، الثور المقدس أو الرب الثور لمدينة ممفيس. وكان أي ثور يوجد وهو يحمل مثلثًا أبيضًا على جهته، والباقي كله أسود، كان يعتبر تشخیص لأبيس. وكان الكاهن يستلهم التنبؤ بالمستقبل من سلوكه وحركاته. ولم يكن يسمح للثور بالعيش أكثر من 25 سنة، فعندما يصل إلى هذا العمر يُغْرَق ويجري البحث عن ثور جديد. فإن مات قبل هذا العمر، فإنه يدفن باحتفال مهیب في صقارة، جنوب القاهرة. وارتبطت عبادة أبيس فيما بعد ارتباطًا وثيقًا بالرب بتاح ولكنه أيضًا عُبد عند اليونان والرومان. وفي زمن البطالمة عُبد مع أوزیریس تحت أسم سيرابيس، وكان مركز عبادته في الإسكندرية.

## الوصف الشكلي
لون العجل آبيس باللون الأسود فيما عدا مثلث أبيض صغير على جبهته، وبين قرنيه يوجد قرص الشمس مزين بالأصلة أو الناشر، كما يوجد على ظهره رسم للنسر المجنح.

## سيرابيس
وجد تمثالًا بازلتيًا ضخمًا، يجسد سيرابيس في هيئة عجل يحمل قرص الشمس والكوبرا الملكية بين قرنيه، ويشير النقش الموجود على العمود الذي يدعم جسده أنه نحت في عهد الإمبراطور الروماني هدريانوس.
وسيرابيس هو إله جديد استحدث من الرمز «أوزيريس-آبيس» لتوحيد سكان الإسكندرية من الإغريق والمصريين القدماء.

## صور

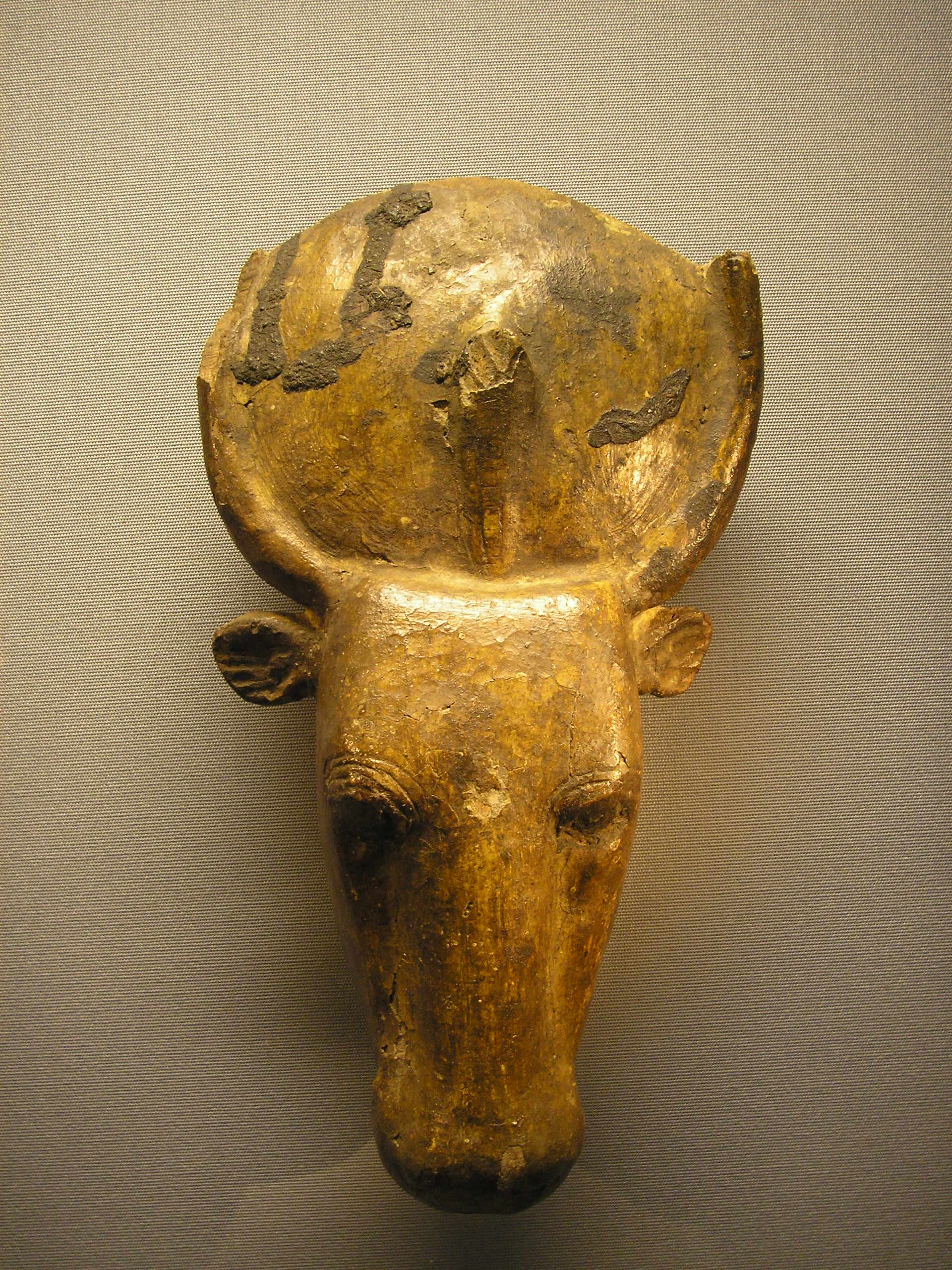
العجل آبيس في متحف تاريخ الفنون
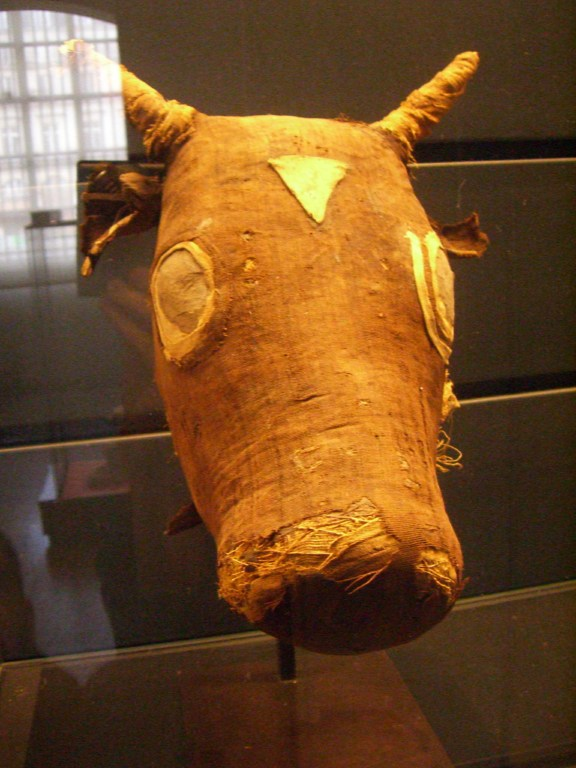
رأس للعجل آبيس وجدت في بسقارة
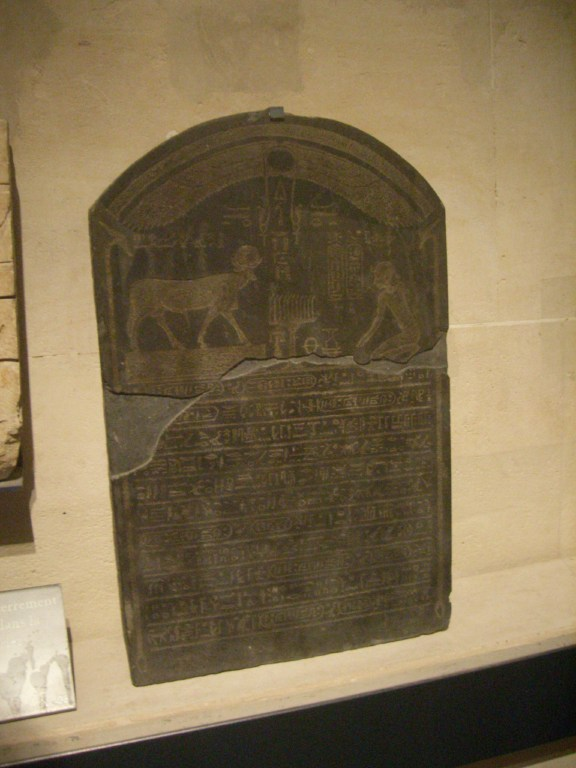
ستيلا وبطليموس السادس يتعبدون لآبيس، حجر منحوت من البازلت، 180-145 قبل الميلاد. عثر عليه في سقارة.
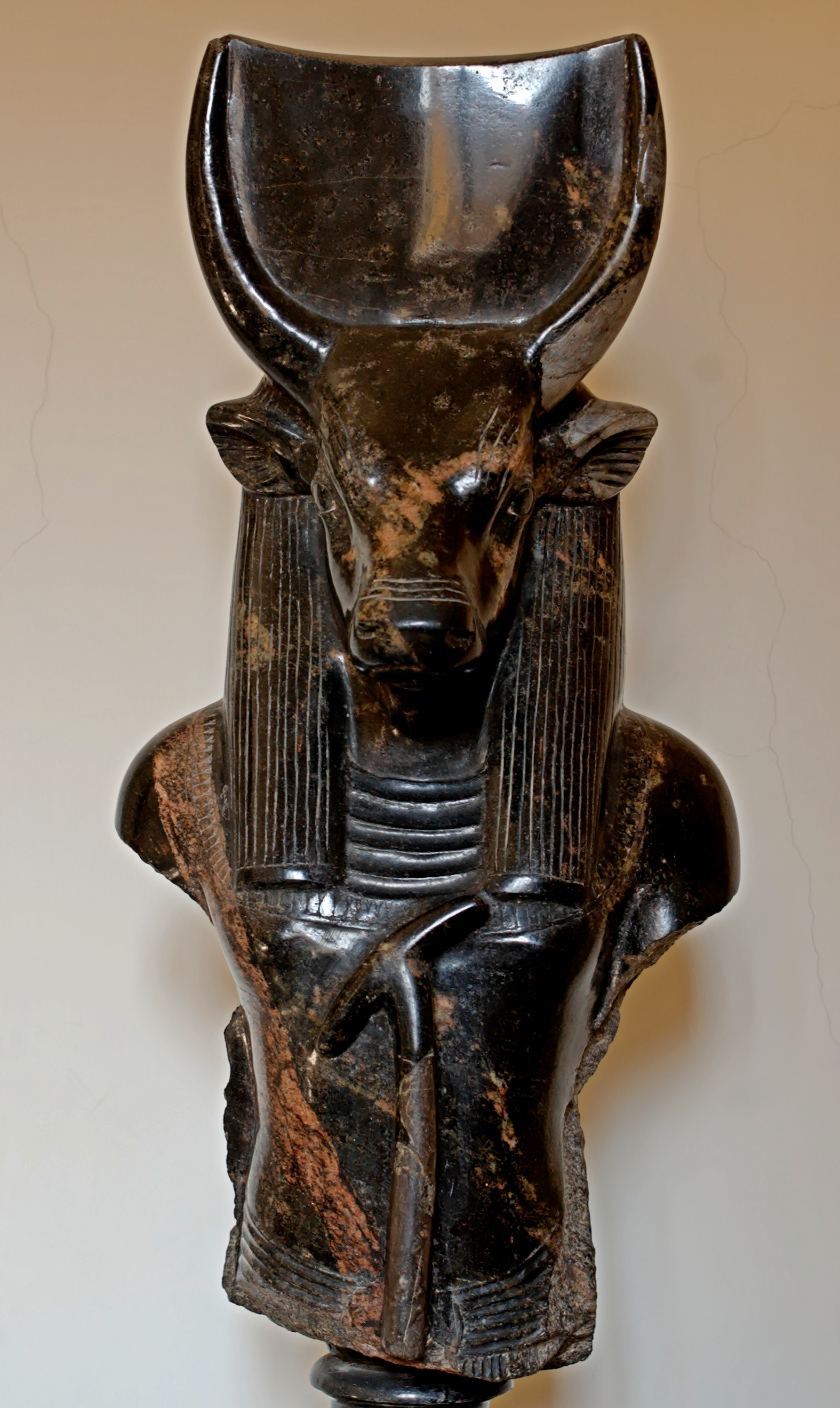
تمثال يجسم آبيس.
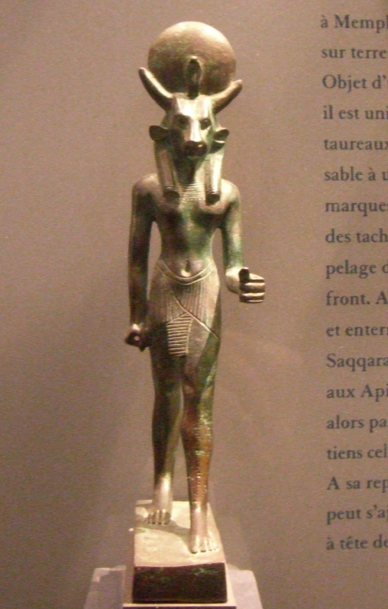
تمثال لآبيس بجسد إنسان، متحف اللوفر.
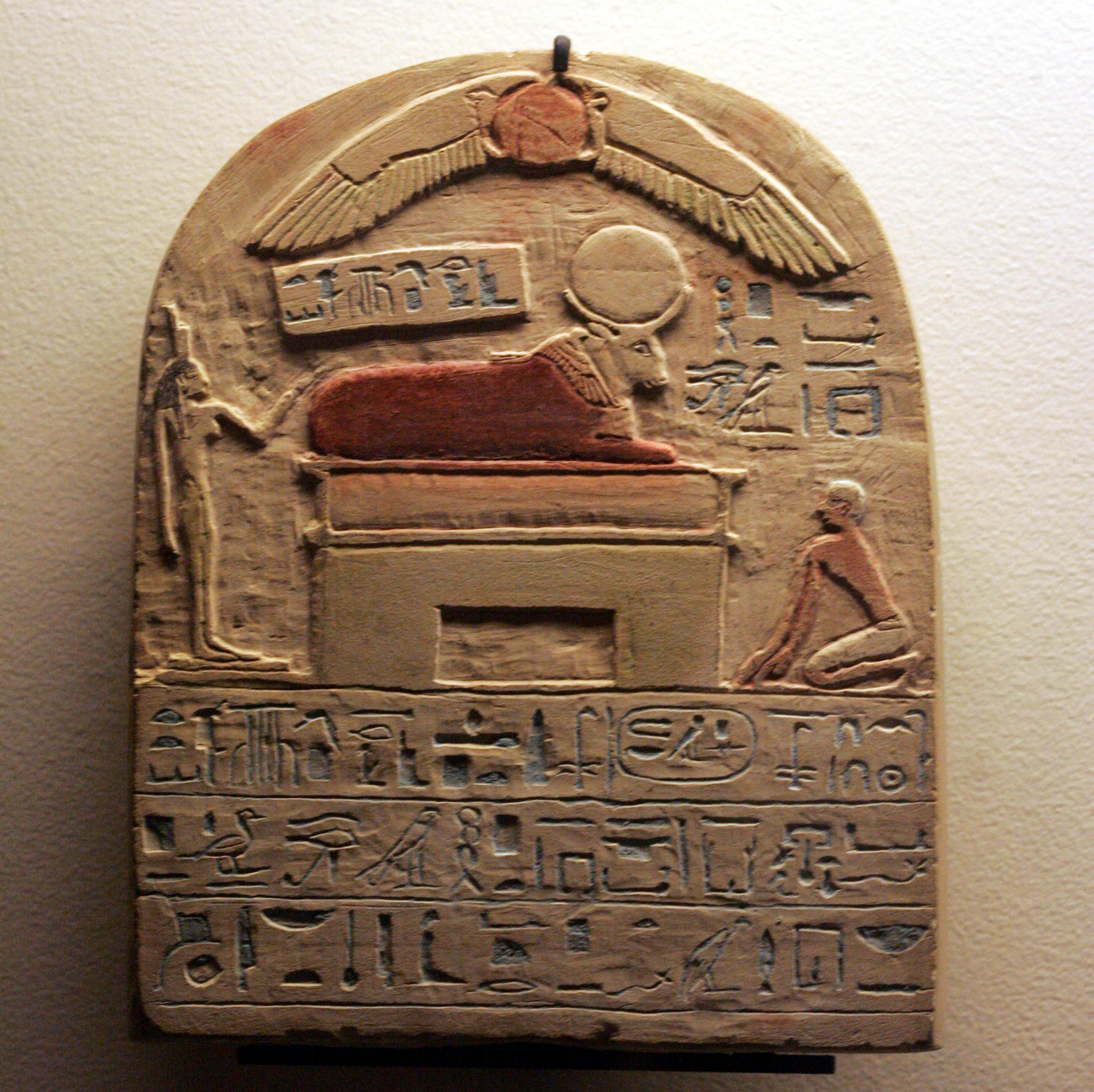
آبيس، يستلقي على منصة.
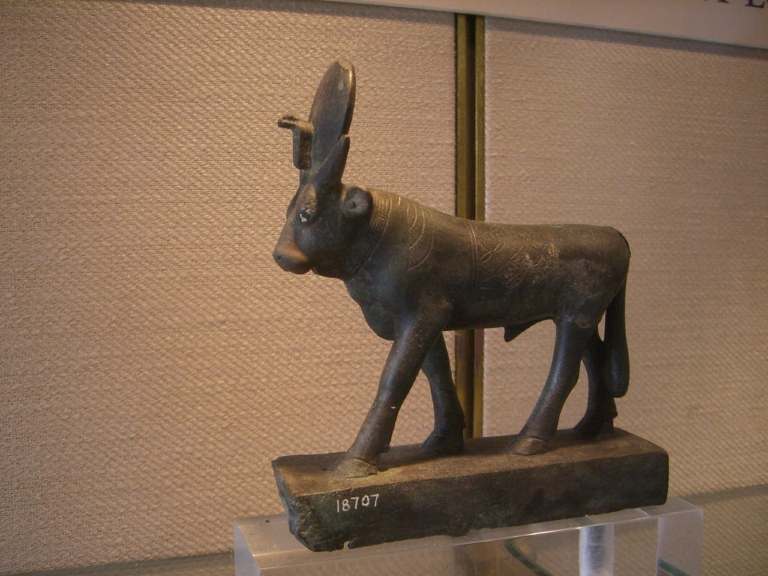
آبيس ويحمل قرص الشمس والكوبرا الملكية بين قرنيه
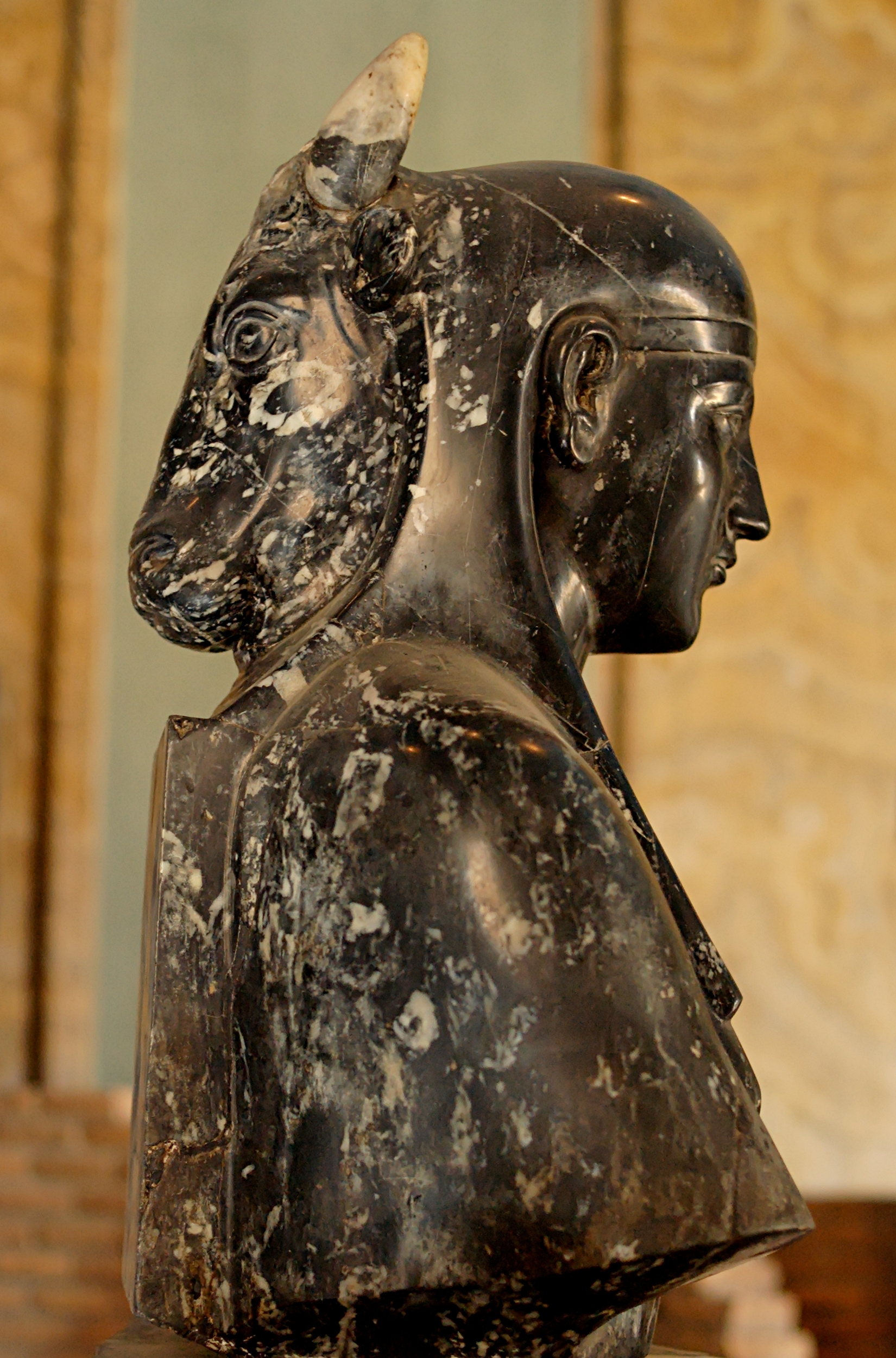
تمثال نصفي لـ(أوزيريس-آبيس) "سيرابيس"